# Dietrich Weisel
Dietrich Weisel (* 23. Oktober 1958 in Oschersleben) ist ein deutscher Agraringenieur. Er war von 1986 bis 1990 Abgeordneter der Volkskammer der DDR.

## Leben
Weisel, Sohn eines Elektromeisters, besuchte die Oberschule mit Abitur. Er trat 1972 in die FDJ ein und leistete von 1974 bis 1979 Wehrdienst in der  NVA. Ein Studium an der Humboldt-Universität zu Berlin von 1979 bis 1984 schloss er als Diplomagraringenieur ab. 
Im Jahr 1981 wurde er Mitglied der Demokratischen Bauernpartei Deutschlands (DBD). Ab 1984 war er Brigadeleiter in der LPG (Tierproduktion) Pessin. Gleichzeitig wurde er Vorsitzender der Ortsgruppe Pessin der DBD. 
Von 1986 bis 1990 gehörte er als Mitglied der DBD-Fraktion der Volkskammer an und war Mitglied des Ausschusses für Auswärtige Angelegenheiten.